# 浜名郡
- 令制国一覧 > 東海道 > 遠江国 > 浜名郡
- 日本 > 中部地方 > 静岡県 > 浜名郡

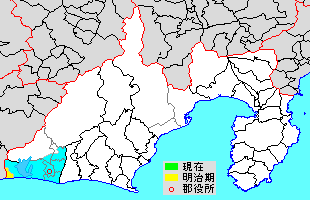
静岡県浜名郡の範囲（水色：後に他郡から編入した区域）

浜名郡（はまなぐん）は、静岡県（遠江国）にあった郡。

## 郡域
1879年（明治12年）に行政区画として発足した当時の郡域は、現在の行政区画では概ね湖西市の一部（白須賀・境宿）にあたる。

## 歴史

### 近代以降の沿革

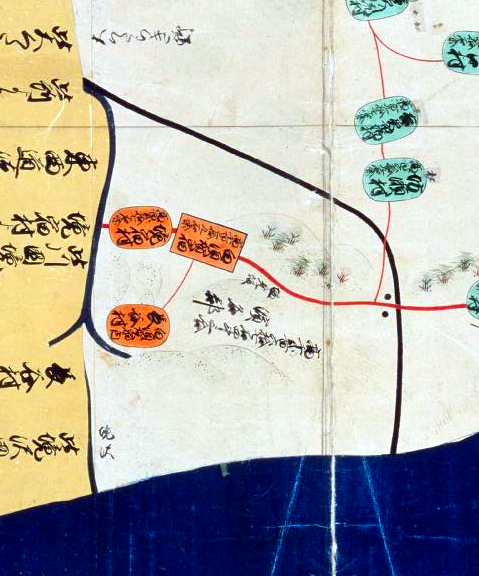
「遠江國」（『天保國繪圖』天保9年）。浜名郡は橙色、隣接する敷知郡は水色で示されている。原図では東が上になっているが、90度右回転させて北を上にして表示している

- 「旧高旧領取調帳」の記載によると、明治初年時点で白須賀宿（幕府領、寺社領、寺社除地）、境宿村（幕府領、寺社除地）の1宿1村が存在。除地とは領主から年貢免除の特権を与えられた土地。
- 1868年（慶応4年）5月24日 - 徳川宗家が駿河府中藩に転封。それにともない遠江・駿河・伊豆国内で領地替えが行われ、全域が府中藩領となる。
- 1869年（明治2年）8月7日 - 府中藩が静岡藩に改称。
- 1871年（明治4年）
  - 7月14日 - 廃藩置県により静岡県の管轄となる。
  - 11月15日 - 第1次府県統合により浜松県の管轄となる。
- 1876年（明治9年）8月21日 - 第2次府県統合により静岡県の管轄となる。
- 1879年（明治12年）3月12日 - 郡区町村編制法に基づく静岡県令甲第36号により行政区画としての浜名郡が発足。「敷知浜名長上郡役所」が敷知郡浜松高町旧浜松県庁舎に設置され、敷知郡・長上郡とともに管轄。

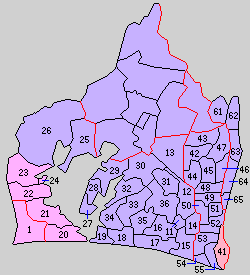
1.白須賀町 11.浜松町 12.曳馬村 13.三方原村 14.天神町村 15.白脇村 16.浅場村 17.新津村 18.篠原村 19.舞阪町 20.新居町 21.吉津村 22.新所村 23.知波田村 24.入出村 27.村櫛村 28.南庄内村 29.北庄内村 30.和地村 31.吉野村 32.伊佐見村 33.神久呂村 34.雄踏村 35.入野村 36.富塚村 42.小野田村 43.平貴村 44.有玉村 45.中郡村 46.笠井町 47.美島村 48.市野村 49.天王村 50.蒲村 51.和田村 52.飯田村 53.芳川村 54.河輪村 55.五島村 61.赤佐村 62.中瀬村 63.竜池村 64.豊西村 65.中ノ町村（紫：浜松市 桃：湖西市 25・26は引佐郡 41は磐田郡）

- 1889年（明治22年）4月1日 - 町村制の施行により、白須賀宿・境宿村が合併して白須賀町（現・湖西市）が発足。（1町）
- 1896年（明治29年）
  - 4月1日 - 郡制の施行のための静岡県下郡廃置法律により浜名郡および長上郡・敷知郡の大部分、豊田郡の一部の区域をもって、改めて浜名郡を設置。以下の町村が当郡の所属となる。★は現・湖西市、無印は現・浜松市。（5町39村）
    - 旧・長上郡 - 小野田村・平貴村・有玉村・中郡村・笠井町・美島村・市野村・天王村・蒲村・和田村・飯田村・芳川村・河輪村・五島村
    - 旧・敷知郡 - 浜松町・曳馬村・三方原村・天神町村・白脇村・浅場村・新津村・篠原村・舞阪町・★新居町・★吉津村・★新所村・★知波田村・★入出村・村櫛村・南庄内村・北庄内村・和地村・吉野村・伊佐見村・神久呂村・雄踏村・入野村・富塚村
    - 旧・豊田郡 - 赤佐村・中瀬村・竜池村・豊西村・中ノ町村

  - 9月1日 - 郡制を施行。
- 1904年（明治37年）12月14日 - 白脇村の一部（浜松寺島、浜松八幡地、龍禅寺）が浜松町に編入。
- 1905年（明治38年）3月18日 - 吉津村の一部（中ノ郷）が新居町に編入。
- 1908年（明治41年）
  - 1月1日（5町37村）
    - 有玉村・中郡村および小野田村の一部（半田）が合併して積志村が発足。
    - 小野田村の一部（小松・内野）と平貴村（平口）が合併して小野口村が発足。
    - 美島村および平貴村（貴布祢・沼・道本・小林）が合併して北浜村が発足。

  - 10月1日 - 浅場村の一部（浅田・伊場・海老塚・東鴨江）が浜松町に編入。
- 1909年（明治42年）12月28日 - 吉野村の一部（段子川）が富塚村に編入。
- 1910年（明治43年）3月28日 - 入野村の一部（高塚）が浅場村に編入。
- 1911年（明治44年）7月1日 - 浜松町が市制施行して浜松市が発足し、郡より離脱。（4町37村）
- 1912年（大正元年）10月1日 - 富塚村の一部（両追分・和地山・浜松沢）が浜松市に編入。
- 1914年（大正3年）3月10日 - 浅場村が可美村に改称。
- 1916年（大正5年）5月1日 - 曳馬村、天神町村の各一部が浜松市に編入。
- 1921年（大正10年）4月1日 - 天神町村が浜松市に編入。（4町36村）
- 1923年（大正12年）4月1日 - 郡会が廃止。郡役所は存続。
- 1925年（大正14年）2月11日 - 雄踏村が町制施行して雄踏町となる。（5町35村）
- 1926年（大正15年）7月1日 - 郡役所が廃止。以降は地域区分名称となる。
- 1927年（昭和2年）2月1日 - 天王村・市野村が合併して長上村が発足。（5町34村）
- 1929年（昭和4年）4月1日 - 吉津村が町制施行・改称して鷲津町が発足。（6町33村）
- 1934年（昭和9年）2月11日 - 曳馬村が町制施行して曳馬町となる。（7町32村）
- 1936年（昭和11年）2月11日 - 曳馬町・富塚村が浜松市に編入。（6町31村）
- 1939年（昭和14年）7月1日 - 白脇村・蒲村が浜松市に編入。（6町29村）
- 1949年（昭和24年）
  - 4月1日 - 可美村の一部（明神野・東明神野）が浜松市に編入。
  - 8月1日 - 入野村の一部が浜松市に編入。
- 1951年（昭和26年）
  - 3月23日 - 新津村・河輪村・五島村が浜松市に編入。（6町26村）
  - 4月1日
    - 豊西村と笠井町が合併し、改めて笠井町を新設。（6町25村）
    - 竜池村が北浜村に編入。（6町24村）

  - 11月3日 - 小野口村が町制施行・改称して浜名町となる。（7町23村）
- 1953年（昭和28年）4月1日 - 神久呂村の一部（志都呂）が入野村に編入。
- 1954年（昭和29年）
  - 3月31日 - 笠井町・長上村・和田村・中ノ町村が浜松市に編入。（6町20村）
  - 7月1日 - 芳川村・飯田村・吉野村・三方原村が浜松市に編入。（6町16村）
- 1955年（昭和30年）
  - 3月31日 - 神久呂村が浜松市に編入。（6町15村）
  - 4月1日
    - 白須賀町・鷲津町・新所村・入出村・知波田村が合併して湖西町が発足。（5町14村）
    - 村櫛村・南庄内村・北庄内村が合併して庄内村が発足。（5町10村）
- 1956年（昭和31年）
  - 4月1日 - 浜名町・北浜村・赤佐村・中瀬村および引佐郡麁玉村が合併して浜北町が発足。（5町7村）
  - 9月30日 - 和地村・伊佐見村が合併して湖東村が発足。（5町6村）
- 1957年（昭和32年）
  - 3月31日 - 入野村および湖東村の一部が浜松市に編入。（5町5村）
  - 10月1日 - 積志村が浜松市に編入。（5町4村）
- 1960年（昭和35年）10月1日 - 湖東村が浜松市に編入。（5町3村）
- 1961年（昭和36年）6月20日 - 篠原村が浜松市に編入。（5町2村）
- 1963年（昭和38年）7月1日 - 浜北町が市制施行して浜北市となり、郡より離脱。（4町2村）
- 1965年（昭和40年）7月1日 - 庄内村が浜松市に編入。（4町1村）
- 1972年（昭和47年）1月1日 - 湖西町が市制施行して湖西市となり、郡より離脱。（3町1村）
- 1991年（平成3年）5月1日 - 可美村が浜松市に編入。（3町）
- 2005年（平成17年）7月1日 - 舞阪町・雄踏町が浜松市に編入。（1町）
- 2010年（平成22年）3月23日 - 新居町が湖西市に編入。同日浜名郡消滅。

### 変遷表
| 明治22年 4月1日以前 （合併なし） | 明治29年 4月1日       | 明治29年 - 明治45年        | 大正1年 - 大正15年          | 昭和1年 - 昭和9年             | 昭和10年 - 昭和19年          | 昭和20年 - 昭和29年             | 昭和20年 - 昭和29年             | 昭和30年 - 昭和34年          | 昭和35年 - 昭和64年          | 平成1年 - 現在               | 現在   |
| -------------------------------- | --------------------- | -------------------------- | --------------------------- | ----------------------------- | ---------------------------- | ------------------------------- | ------------------------------- | ---------------------------- | ---------------------------- | ---------------------------- | ------ |
| 浜名郡 白須賀町                  | 白須賀町              | 白須賀町                   | 白須賀町                    | 白須賀町                      | 白須賀町                     | 白須賀町                        | 白須賀町                        | 湖西町                       | 昭和47年1月1日 市制 湖西市   | 湖西市                       | 湖西市 |
| 敷地郡                           | 吉津村                | 吉津村                     | 吉津村                      | 昭和4年4月1日 町制改称 鷲津町 | 鷲津町                       | 鷲津町                          | 鷲津町                          | 湖西町                       | 昭和47年1月1日 市制 湖西市   | 湖西市                       | 湖西市 |
| 敷地郡                           | 新所村                | 新所村                     | 新所村                      | 新所村                        | 新所村                       | 新所村                          | 新所村                          | 湖西町                       | 昭和47年1月1日 市制 湖西市   | 湖西市                       | 湖西市 |
| 敷地郡                           | 知波田村              | 知波田村                   | 知波田村                    | 知波田村                      | 知波田村                     | 知波田村                        | 知波田村                        | 湖西町                       | 昭和47年1月1日 市制 湖西市   | 湖西市                       | 湖西市 |
| 敷地郡                           | 入出村                | 入出村                     | 入出村                      | 入出村                        | 入出村                       | 入出村                          | 入出村                          | 湖西町                       | 昭和47年1月1日 市制 湖西市   | 湖西市                       | 湖西市 |
| 敷地郡                           | 新居町                | 新居町                     | 新居町                      | 新居町                        | 新居町                       | 新居町                          | 新居町                          | 新居町                       | 新居町                       | 平成22年3月23日 湖西市に編入 | 湖西市 |
| 敷地郡                           | 浜松町                | 明治44年7月1日 市制 浜松市 | 浜松市                      | 浜松市                        | 浜松市                       | 浜松市                          | 浜松市                          | 浜松市                       | 浜松市                       | 浜松市                       | 浜松市 |
| 敷地郡                           | 天神町村              | 天神町村                   | 大正10年4月1日 浜松市に編入 | 浜松市                        | 浜松市                       | 浜松市                          | 浜松市                          | 浜松市                       | 浜松市                       | 浜松市                       | 浜松市 |
| 敷地郡                           | 曳馬村                | 曳馬村                     | 曳馬村                      | 昭和9年2月11日 町制 曳馬町    | 昭和11年2月11日 浜松市に編入 | 浜松市                          | 浜松市                          | 浜松市                       | 浜松市                       | 浜松市                       | 浜松市 |
| 敷地郡                           | 富塚村                | 富塚村                     | 富塚村                      | 富塚村                        | 昭和11年2月11日 浜松市に編入 | 浜松市                          | 浜松市                          | 浜松市                       | 浜松市                       | 浜松市                       | 浜松市 |
| 敷地郡                           | 白脇村                | 白脇村                     | 白脇村                      | 白脇村                        | 昭和14年7月1日 浜松市に編入  | 浜松市                          | 浜松市                          | 浜松市                       | 浜松市                       | 浜松市                       | 浜松市 |
| 長上郡                           | 蒲村                  | 蒲村                       | 蒲村                        | 蒲村                          | 昭和14年7月1日 浜松市に編入  | 浜松市                          | 浜松市                          | 浜松市                       | 浜松市                       | 浜松市                       | 浜松市 |
| 長上郡                           | 河輪村                | 河輪村                     | 河輪村                      | 河輪村                        | 河輪村                       | 昭和26年 3月23日 浜松市に編入   | 浜松市                          | 浜松市                       | 浜松市                       | 浜松市                       | 浜松市 |
| 長上郡                           | 五島村                | 五島村                     | 五島村                      | 五島村                        | 五島村                       | 昭和26年 3月23日 浜松市に編入   | 浜松市                          | 浜松市                       | 浜松市                       | 浜松市                       | 浜松市 |
| 敷地郡                           | 新津村                | 新津村                     | 新津村                      | 新津村                        | 新津村                       | 昭和26年 3月23日 浜松市に編入   | 浜松市                          | 浜松市                       | 浜松市                       | 浜松市                       | 浜松市 |
| 敷地郡                           | 笠井町                | 笠井町                     | 笠井町                      | 笠井町                        | 笠井町                       | 昭和26年 4月1日 笠井町          | 昭和29年 3月31日 浜松市に編入   | 浜松市                       | 浜松市                       | 浜松市                       | 浜松市 |
| 豊田郡                           | 豊西村                | 豊西村                     | 豊西村                      | 豊西村                        | 豊西村                       | 昭和26年 4月1日 笠井町          | 昭和29年 3月31日 浜松市に編入   | 浜松市                       | 浜松市                       | 浜松市                       | 浜松市 |
| 長上郡                           | 市野村                | 市野村                     | 市野村                      | 昭和2年2月1日 長上村          | 長上村                       | 長上村                          | 昭和29年 3月31日 浜松市に編入   | 浜松市                       | 浜松市                       | 浜松市                       | 浜松市 |
| 長上郡                           | 天王村                | 天王村                     | 天王村                      | 昭和2年2月1日 長上村          | 長上村                       | 長上村                          | 昭和29年 3月31日 浜松市に編入   | 浜松市                       | 浜松市                       | 浜松市                       | 浜松市 |
| 長上郡                           | 和田村                | 和田村                     | 和田村                      | 和田村                        | 和田村                       | 和田村                          | 昭和29年 3月31日 浜松市に編入   | 浜松市                       | 浜松市                       | 浜松市                       | 浜松市 |
| 豊田郡                           | 中ノ町村              | 中ノ町村                   | 中ノ町村                    | 中ノ町村                      | 中ノ町村                     | 中ノ町村                        | 昭和29年 3月31日 浜松市に編入   | 浜松市                       | 浜松市                       | 浜松市                       | 浜松市 |
| 長上郡                           | 飯田村                | 飯田村                     | 飯田村                      | 飯田村                        | 飯田村                       | 飯田村                          | 昭和29年 7月1日 浜松市に編入    | 浜松市                       | 浜松市                       | 浜松市                       | 浜松市 |
| 長上郡                           | 芳川村                | 芳川村                     | 芳川村                      | 芳川村                        | 芳川村                       | 芳川村                          | 昭和29年 7月1日 浜松市に編入    | 浜松市                       | 浜松市                       | 浜松市                       | 浜松市 |
| 敷地郡                           | 吉野村                | 吉野村                     | 吉野村                      | 吉野村                        | 吉野村                       | 吉野村                          | 昭和29年 7月1日 浜松市に編入    | 浜松市                       | 浜松市                       | 浜松市                       | 浜松市 |
| 敷地郡                           | 三方原村              | 三方原村                   | 三方原村                    | 三方原村                      | 三方原村                     | 三方原村                        | 昭和29年 7月1日 浜松市に編入    | 浜松市                       | 浜松市                       | 浜松市                       | 浜松市 |
| 敷地郡                           | 神久呂村              | 神久呂村                   | 神久呂村                    | 神久呂村                      | 神久呂村                     | 神久呂村                        | 神久呂村                        | 昭和30年3月31日 浜松市に編入 | 浜松市                       | 浜松市                       | 浜松市 |
| 敷地郡                           | 入野村                | 入野村                     | 入野村                      | 入野村                        | 入野村                       | 入野村                          | 入野村                          | 昭和32年3月31日 浜松市に編入 | 浜松市                       | 浜松市                       | 浜松市 |
| 長上郡                           | 有玉村                | 明治41年1月1日 積志村      | 積志村                      | 積志村                        | 積志村                       | 積志村                          | 積志村                          | 昭和32年10月1日 浜松市に編入 | 浜松市                       | 浜松市                       | 浜松市 |
| 長上郡                           | 中郡村                | 明治41年1月1日 積志村      | 積志村                      | 積志村                        | 積志村                       | 積志村                          | 積志村                          | 昭和32年10月1日 浜松市に編入 | 浜松市                       | 浜松市                       | 浜松市 |
| 敷地郡                           | 和地村                | 和地村                     | 和地村                      | 和地村                        | 和地村                       | 和地村                          | 和地村                          | 昭和31年9月30日 湖東村       | 昭和35年10月1日 浜松市に編入 | 浜松市                       | 浜松市 |
| 敷地郡                           | 伊佐見村              | 伊佐見村                   | 伊佐見村                    | 伊佐見村                      | 伊佐見村                     | 伊佐見村                        | 伊佐見村                        | 昭和31年9月30日 湖東村       | 昭和35年10月1日 浜松市に編入 | 浜松市                       | 浜松市 |
| 敷地郡                           | 篠原村                | 篠原村                     | 篠原村                      | 篠原村                        | 篠原村                       | 篠原村                          | 篠原村                          | 篠原村                       | 昭和36年6月20日 浜松市に編入 | 浜松市                       | 浜松市 |
| 敷地郡                           | 村櫛村                | 村櫛村                     | 村櫛村                      | 村櫛村                        | 村櫛村                       | 村櫛村                          | 村櫛村                          | 昭和30年4月1日 庄内村        | 昭和40年7月1日 浜松市に編入  | 浜松市                       | 浜松市 |
| 敷地郡                           | 南庄内村              | 南庄内村                   | 南庄内村                    | 南庄内村                      | 南庄内村                     | 南庄内村                        | 南庄内村                        | 昭和30年4月1日 庄内村        | 昭和40年7月1日 浜松市に編入  | 浜松市                       | 浜松市 |
| 敷地郡                           | 北庄内村              | 北庄内村                   | 北庄内村                    | 北庄内村                      | 北庄内村                     | 北庄内村                        | 北庄内村                        | 昭和30年4月1日 庄内村        | 昭和40年7月1日 浜松市に編入  | 浜松市                       | 浜松市 |
| 敷地郡                           | 浅場村                | 浅場村                     | 大正3年3月10日 改称 可美村  | 可美村                        | 可美村                       | 可美村                          | 可美村                          | 可美村                       | 可美村                       | 平成3年5月1日 浜松市に編入   | 浜松市 |
| 敷地郡                           | 舞阪町                | 舞阪町                     | 舞阪町                      | 舞阪町                        | 舞阪町                       | 舞阪町                          | 舞阪町                          | 舞阪町                       | 舞阪町                       | 平成17年7月1日 浜松市に編入  | 浜松市 |
| 敷地郡                           | 雄踏村                | 雄踏村                     | 大正14年2月11日 町制 雄踏町 | 雄踏町                        | 雄踏町                       | 雄踏町                          | 雄踏町                          | 雄踏町                       | 雄踏町                       | 平成17年7月1日 浜松市に編入  | 浜松市 |
| 長上郡                           | 小野田村              | 明治41年1月1日 小野口村    | 小野口村                    | 小野口村                      | 小野口村                     | 昭和26年11月3日 町制改称 浜名町 | 昭和26年11月3日 町制改称 浜名町 | 昭和31年4月1日 浜北町        | 昭和38年7月1日 市制 浜北市   | 平成17年7月1日 浜松市に編入  | 浜松市 |
| 長上郡                           | 平貴村                | 明治41年1月1日 小野口村    | 小野口村                    | 小野口村                      | 小野口村                     | 昭和26年11月3日 町制改称 浜名町 | 昭和26年11月3日 町制改称 浜名町 | 昭和31年4月1日 浜北町        | 昭和38年7月1日 市制 浜北市   | 平成17年7月1日 浜松市に編入  | 浜松市 |
| 長上郡                           | 明治41年1月1日 北浜村 | 北浜村                     | 北浜村                      | 北浜村                        | 北浜村                       | 北浜村                          |                                 | 昭和31年4月1日 浜北町        | 昭和38年7月1日 市制 浜北市   | 平成17年7月1日 浜松市に編入  | 浜松市 |
| 長上郡                           | 明治41年1月1日 北浜村 | 北浜村                     | 北浜村                      | 北浜村                        | 北浜村                       | 北浜村                          | 美島村                          | 昭和31年4月1日 浜北町        | 昭和38年7月1日 市制 浜北市   | 平成17年7月1日 浜松市に編入  | 浜松市 |
| 豊田郡                           | 竜池村                | 竜池村                     | 竜池村                      | 竜池村                        | 竜池村                       | 北浜村                          | 昭和26年 4月1日 北浜村に編入    | 昭和31年4月1日 浜北町        | 昭和38年7月1日 市制 浜北市   | 平成17年7月1日 浜松市に編入  | 浜松市 |
| 豊田郡                           | 赤佐村                | 赤佐村                     | 赤佐村                      | 赤佐村                        | 赤佐村                       | 赤佐村                          | 赤佐村                          | 昭和31年4月1日 浜北町        | 昭和38年7月1日 市制 浜北市   | 平成17年7月1日 浜松市に編入  | 浜松市 |
| 豊田郡                           | 中瀬村                | 中瀬村                     | 中瀬村                      | 中瀬村                        | 中瀬村                       | 中瀬村                          | 中瀬村                          | 昭和31年4月1日 浜北町        | 昭和38年7月1日 市制 浜北市   | 平成17年7月1日 浜松市に編入  | 浜松市 |

## 行政
浜名・敷知・長上郡長
| 代 | 氏名       | 就任年月日                 | 退任年月日                 | 備考                                                                  |
| -- | ---------- | -------------------------- | -------------------------- | --------------------------------------------------------------------- |
| 1  | 石原幸正   | 明治12年（1879年）3月12日  | 明治12年（1879年）3月25日  |                                                                       |
| 2  | 小林治     | 明治12年（1879年）3月25日  | 明治13年（1880年）1月6日   |                                                                       |
| 3  | 大塚義一郎 | 明治13年（1880年）1月6日   | 明治14年（1881年）3月11日  |                                                                       |
| 4  | 気賀半十郎 | 明治14年（1881年）3月16日  | 明治15年（1882年）1月10日  |                                                                       |
| 5  | 竹山謙三   | 明治15年（1882年）1月14日  | 明治16年（1883年）10月29日 |                                                                       |
| 6  | 青沼沃     | 明治16年（1883年）10月29日 | 明治29年（1896年）4月1日   | 長上郡と敷知郡の各一部との合併により旧・浜名郡廃止 新・浜名郡長へ転任 |

歴代郡長
| 代 | 氏名       | 就任年月日                | 退任年月日                | 備考                         |
| -- | ---------- | ------------------------- | ------------------------- | ---------------------------- |
| 1  | 青沼沃     | 明治29年（1896年）4月1日  | 明治32年（1899年）4月8日  | 浜名・敷知・長上郡長より就任 |
| 2  | 高橋寛道   | 明治32年（1899年）4月8日  | 明治35年（1902年）4月30日 |                              |
| 3  | 松井良哉   | 明治35年（1902年）5月5日  | 明治40年（1907年）1月31日 |                              |
| 4  | 天野千代丸 | 明治40年（1907年）1月31日 | 大正元年（1912年）8月13日 |                              |
| 5  | 鈴木七二郎 | 大正元年（1912年）8月13日 | 大正5年（1916年）6月12日  |                              |
| 6  | 渡邊素夫   | 大正5年（1916年）6月12日  | 大正8年（1919年）6月28日  |                              |
| 7  | 國宗鹿太郎 | 大正8年（1919年）7月4日   | 大正8年（1919年）10月1日  |                              |
| 8  | 伊藤政雄   | 大正8年（1919年）10月1日  | 大正9年（1920年）11月8日  |                              |
| 9  | 倉元要一   | 大正9年（1920年）11月8日  | 大正12年（1923年）5月9日  |                              |
| 10 | 大島要蔵   | 大正12年（1923年）5月31日 | 大正13年（1924年）4月16日 |                              |
| 11 | 古澤俊次   | 大正13年（1924年）5月24日 | 大正15年（1926年）6月30日 | 郡役所廃止により、廃官       |